# Inge Deutschkron
Inge Deutschkron (en hebreo: אינגה דויטשקרון‎; Finsterwalde, 23 de agosto de 1922 - Berlín, 9 de marzo de 2022) fue una periodista y autora alemana e israelí. Ella experimentó el régimen nazi como una niña y una mujer joven, viviendo en Berlín primero trabajando en una fábrica y luego escondiéndose con su madre.
Después de la Segunda Guerra Mundial, viajó por el mundo y se convirtió en periodista. En 1968 fue contratada como corresponsal por el periódico israelí Maariv. Después de informar sobre los juicios de Auschwitz en Frankfurt en 1963, se convirtió en ciudadana israelí y se mudó a Tel Aviv en 1972. Trabajó como periodista hasta 1988, dedicada a la política internacional y de Medio Oriente. Vivió como escritora independiente en Tel Aviv y Berlín, donde participó activamente manteniendo viva la memoria del Holocausto, especialmente los héroes silenciosos que ayudaron a los judíos durante ese tiempo. Su autobiografía de 1978 I Wore the Yellow Star fue adaptada a una versión teatral por el Grips-Theater de Berlín.

## Biografía
Deutschkron nació en Finsterwalde. Su padre era un maestro de escuela secundaria judío, quien trasladó a la familia a Berlín en 1927, pero en 1933 fue despedido por el régimen nazi. Pudo refugiarse en Gran Bretaña en 1939, dejando a su esposa e hija en Berlín. Entre 1941 y 1943, Deutschkron trabajó para Otto Weidt en su taller de cepillos para trabajadores principalmente sordos y ciegos (una gran parte de los cuales eran judíos), y fue con su ayuda que Deutschkron logró evadir la deportación. Desde enero de 1943, vivió ilegalmente en Berlín, escondiéndose con su madre para poder sobrevivir.
Después de la Segunda Guerra Mundial, Deutschkron y su madre se mudaron a Londres en 1946 junto con su padre, donde estudió idiomas extranjeros y se convirtió en secretaria de la organización de la Internacional Socialista. A partir de 1954 viajó a India, Birmania, Nepal e Indonesia antes de regresar finalmente en 1955 a Alemania, donde trabajó en Bonn como periodista independiente. En 1958, el periódico israelí Maariv la contrató como corresponsal y actuó como observadora de Maariv en los juicios de Auschwitz en Frankfurt en 1963.  Se convirtió en ciudadana israelí en 1966. Se mudó a Tel Aviv en 1972, y fue editora del Maariv hasta 1988, dedicado a la política internacional y de Medio Oriente.
Regresó a Berlín en diciembre de 1988 para la adaptación teatral de su autobiografía de 1978 I Wore the Yellow Star en el Grips-Theater, donde se tituló Ab heute heißt du Sara. Desde 1992, Deutschkron vivió como escritora independiente en Tel Aviv y Berlín, pero hizo de Berlín su hogar permanente en 2001. Deutschkron se esforzó por garantizar que se reconociera a las personas que rescataron judíos del régimen nazi, supervisando el trabajo del Museo de Otto Weidt y el Museo de los Héroes Silenciosos en Berlín. Escribió una serie de libros para niños y adultos sobre su vida y la vida de Weidt. También trabajó en escuelas como testigo presencial del Holocausto. Su última residencia fue una residencia de ancianos en Berlín. Deutschkron murió el 9 de marzo de 2022, a la edad de 99 años.